# Nekrolog 1369
Nekrolog
◄◄
| ◄
| 1365
| 1366
| 1367
| 1368
| 1369 | 1370 | 1371 | 1372 | 1373 | ► | ►►
Weitere Ereignisse | Allgemeiner Nekrolog 1369
Die Beschreibung der verstorbenen Person sollte so kurz wie möglich gehalten sein und nur deren signifikante Tätigkeit(en) enthalten.
Neue Namen ggf. auch unter dem Geburts- und Sterbedatum, also etwa unter 1. Januar und im Geburts- und Sterbejahr (2024) eintragen (nur bei entsprechender großer Wichtigkeit). Für Beispiele siehe die schon vorhandenen Artikel.
Außerdem über die fünf zuletzt Verstorbenen, zu denen es einen ausreichend guten Artikel für eine Präsentation auf der Hauptseite gibt, nach der todesbedingten Überarbeitung der Artikel ggf. auch unter Wikipedia Diskussion:Hauptseite informieren und sie am besten auch in den anderen Wikipedia-Sprachversionen eintragen. Tipp: Regelmäßig bei news.google.de nach „ist tot“, „gestorben“ oder „verstorben“ suchen.
Wenn eine Person gestorben ist, gibt es viele Seiten zu dieser Person in der Wikipedia, die davon auch betroffen sind und entsprechend aktualisiert werden müssen. Beispiele: Namenübersichtsseite, Geburtsjahr, Geburtsort-Seiten und viele mehr.
Wie finde ich die betroffenen Seiten?
Im Suchfeld auf der linken Seite gibt man den Suchbegriff so ein: „Vorname Nachname“. Dann klickt man auf Volltext und alle Seiten mit entsprechendem Suchtext werden aufgerufen. Hier sieht man dann schnell, wo auch das Todesjahr Sinn macht oder sogar ein Teil des Artikels angepasst werden muss. Auch hilft das „Werkzeug“ auf der linken Seite sehr gut, um solche Seiten aufzufinden: „Links auf diese Seite“. Somit ist die Wikipedia wieder aktuell in allen Bereichen! Hinweis: bei Eintragung der Kategorie „Gestorben JAHR“ wird der Missbrauchsfilter 49 ausgelöst, was jedoch nicht schlimm ist. Siehe: Spezial:Missbrauchsfilter/49
Dies ist eine Liste von im Jahr 1369 verstorbenen bekannten Persönlichkeiten. Die Einträge erfolgen innerhalb der einzelnen Daten alphabetisch sortiert. Tiere sind im Nekrolog für Tiere zu finden.

## Januar
| Tag        | Name     | Beruf, bekannt als | Alter | Beleg |
| ---------- | -------- | ------------------ | ----- | ----- |
| 16. Januar | Peter I. | König von Zypern   | 40    |       |

## März
| Tag      | Name     | Beruf, bekannt als              | Alter | Beleg |
| -------- | -------- | ------------------------------- | ----- | ----- |
| 23. März | Peter I. | König von Kastilien (1350–1369) | 34    |       |

## April
| Tag       | Name        | Beruf, bekannt als                   | Alter | Beleg |
| --------- | ----------- | ------------------------------------ | ----- | ----- |
| 13. April | Heinrich V. | Herzog von Sagan, Glogau und Steinau |       |       |

## Mai
| Tag     | Name               | Beruf, bekannt als                            | Alter | Beleg |
| ------- | ------------------ | --------------------------------------------- | ----- | ----- |
| 7. Mai  | Simon II. de Bucy  | Erster Präsident des französischen Parlements |       |       |
| 23. Mai | Lewis Charlton     | englischer Bischof von Hereford               |       |       |
| 27. Mai | Reinhard von Hanau | Kleriker                                      |       |       |

## Juni
| Tag      | Name                  | Beruf, bekannt als                                                           | Alter | Beleg |
| -------- | --------------------- | ---------------------------------------------------------------------------- | ----- | ----- |
| 24. Juni | Jost I. von Rosenberg | höchster Kämmerer in Böhmen, Schiedsrichter des altböhmischen Kreises Pilsen |       |       |

## Juli
| Tag      | Name                    | Beruf, bekannt als      | Alter | Beleg |
| -------- | ----------------------- | ----------------------- | ----- | ----- |
| 16. Juli | John Grandison          | englischer Geistlicher  |       |       |
| 17. Juli | Nicolaus von Autrecourt | französischer Philosoph |       |       |

## August
| Tag        | Name                  | Beruf, bekannt als                    | Alter | Beleg |
| ---------- | --------------------- | ------------------------------------- | ----- | ----- |
| 8. August  | Thomas Percy          | Bischof von Norwich                   |       |       |
| 14. August | Philippa von Hennegau | Ehefrau von Eduard III. (England)     | 58    |       |
| 21. August | Bruno von Warendorp   | Ratsherr und Bürgermeister von Lübeck |       |       |

## September
| Tag           | Name             | Beruf, bekannt als | Alter | Beleg |
| ------------- | ---------------- | ------------------ | ----- | ----- |
| 20. September | Eve de Clavering | englische Adlige   |       |       |
| 22. September | Guido Gonzaga    | Graf von Mantua    |       |       |

## Oktober
| Tag        | Name                              | Beruf, bekannt als                                               | Alter | Beleg |
| ---------- | --------------------------------- | ---------------------------------------------------------------- | ----- | ----- |
| 3. Oktober | Margarete von Tirol               | Gräfin von Tirol-Görz                                            |       |       |
| 4. Oktober | Guillaume d’Aigrefeuille l’Ancien | zweite Sohn von Guillaume d’Aigrefeuille und Aiglinde de Tudeils |       |       |
| 4. Oktober | Walter II. von Hochschlitz        | Bischof von Augsburg                                             |       |       |

## November
| Tag          | Name                                     | Beruf, bekannt als                | Alter | Beleg |
| ------------ | ---------------------------------------- | --------------------------------- | ----- | ----- |
| 5. November  | Nicolas de Besse                         | französischer Kardinal            |       |       |
| 13. November | Thomas de Beauchamp, 11. Earl of Warwick | englischer Adliger und Heerführer | 56    |       |
| 23. November | Wilhelm II.                              | Fürst von Lüneburg                |       |       |

## Dezember
| Tag          | Name                  | Beruf, bekannt als                               | Alter | Beleg |
| ------------ | --------------------- | ------------------------------------------------ | ----- | ----- |
| 8. Dezember  | Konrad von Waldhausen | katholischer Theologe und Vorläufer der Hussiten |       |       |
| 28. Dezember | Fromhold von Vifhusen | Erzbischof von Riga                              |       |       |
| 31. Dezember | John Chandos          | englischer Ritter                                |       |       |

## Datum unbekannt
| Tag | Name                                | Beruf, bekannt als                                                                 | Alter | Beleg |
| --- | ----------------------------------- | ---------------------------------------------------------------------------------- | ----- | ----- |
|     | James Audley                        | englischer Militär, Ritter des Hosenbandordens                                     |       |       |
|     | Aaron ben Elia                      | Religionsphilosoph der Karäer                                                      |       |       |
|     | Andrea de’ Bartoli                  | italienischer Maler                                                                |       |       |
|     | Johann II. von Bubenberg            | Mitglied der Berner Stadtadelsfamilie von Bubenberg; Berner Schultheiss und Ritter |       |       |
|     | Giottino                            | italienischer Maler                                                                |       |       |
|     | Heinrich IV.                        | Markgraf von Baden-Hachberg (1330–1369)                                            |       |       |
|     | Magnus I.                           | Herzog des Fürstentums Braunschweig-Wolfenbüttel                                   |       |       |
|     | Otto II.                            | Graf von Waldeck (1344–1369)                                                       |       |       |
|     | Ramathibodi I.                      | erster König des Königreichs Ayutthaya in Siam                                     |       |       |
|     | Rutger Raitz von Frentz             | Ritter und Kriegsheld                                                              |       |       |
|     | Francesco Talenti                   | italienischer Architekt und Bildhauer                                              |       |       |
|     | Ulrich III., † vielleicht auch 1370 | Herr von Hanau                                                                     |       |       |
|     | Wenzel                              | Herzog von Oppeln, Falkenberg und Strehlitz                                        |       |       |